# Дендрарій (Надвірнянський район)
Дендра́рій — парк-пам'ятка садово-паркового мистецтва місцевого значення в Україні. Розташований на території Надвінянського району Івано-Франківської області, в селі Білі Ослави.
Площа 0,8 га. Статус отриманий у 1988 році. Перебуває у віданні ДП «Делятинський лісгосп» (Зарічанське л-во, кв. 18, вид. 30).